# 伊藤文乃
伊藤文乃（いとう　あやの、1968年9月21日 - ）は日本のヴァイオリニスト。東京都出身。1991年桐朋学園大学音楽学部を卒業後、留学。1996年ベルン音楽院を首席で卒業する。1997年から2005年まで広島交響楽団コンサートミストレス。その後も全国各地のゲストコンサートミストレスとして活躍する。テレビ朝日系列「題名のない音楽会」にコンサートマスターとして出演した。2009年2月1日に群馬交響楽団のコンサートマスターに女性として初めて就任した。

## コンクール歴
- 1996年 第30回ティボール・ヴァルガ国際ヴァイオリン・コンクールで第3位(1位なし)

| スタブアイコン | サブスタブ | この項目は、まだ閲覧者の調べものの参照としては役立たない、音楽関係者（バンド等）に関連した書きかけの項目です。この項目を加筆・訂正などしてくださる協力者を求めています（P:音楽/PJ:芸能人）。 |